# Ferruccio Valcareggi
Ferruccio Valcareggi (Trieste, 12 de fevereiro de 1919 — Firenze, 2 de novembro de 2005) foi um futebolista e treinador italiano.
Comandou a Seleção Italiana de Futebol entre 1966 e 1974, levando o time à vitória no Campeonato Europeu de Futebol de 1968 e a final na Copa do Mundo FIFA de 1970. Com Valcareggi, a Itália perdeu apenas seis jogos em oito anos. Ele também obteve sucesso como jogador nos clubes Triestina, Bologna e Fiorentina.

## Carreira

### Clubes
Seu primeiro trabalho como treinador aconteceu no inexpressivo Piombino, onde também desempenhava a função de jogador. A passagem, discreta, duraria apenas duas temporadas. Em seguida, tendo abandonado a carreira como atleta após sua saída, assinou como novo treinador do Prato. Teve destaque no clube quando o levou em sua terceira temporada ao acesso à Serie B. Permaneceria uma temporada na segunda divisão, mas acabaria sendo rebaixado na segunda e, também deixaria o clube em seguida.
Mesmo com o rebaixamento, fora contratado pela Atalanta, que havia acabado de subir para a Serie A. Suas três temporadas no clube seriam satisfatórias, tendo ficado no intermediário da tabela. Em seguida, assinaria com a Fiorentina. Em sua primeira temporada, terminaria numa modésta sexta posição e, na temporada seguinte, se demitiu na sétima rodada após derrota para o Vicenza. Retornaria em seguida para à Atalanta durante um breve período, mas não permaneceu muito por conta de divergências com a diretoria.

### Seleção Italiana
Após humilhante eliminação italiana na Copa do Mundo de 1966, o então treinador Edmondo Fabbri teve seu fim no comando da seleção. Para seu lugar, fora contratado dois treinadores: Helenio Herrera e  Ferruccio. Ambos comandaram o time em apenas quatro oportunidades, com nenhuma derrota. No seu primeiro torneio oficial à frente da equipe italiana, conquistou a Eurocopa 1968 após duras vitórias sobre a extinta Iugoslávia (1–1 na primeira partidas e, 2–0 na partida desempate), se tornando o primeiro e, até hoje, único treinador italiano a conquistar o europeu.
No torneio seguinte, a Copa do Mundo de 1970, a Itália chegava como uma das grandes favoritas ao título, o qual ficaria muito próximo, tendo perdido à final para o Brasil por 4–1. A participação italiana na Copa, no entanto, ficou marcada por polêmicas que envolveram escolhas feitas por Valcareggi, que faria um rodízio constante entre Mazzola e Rivera: os dois não jogavam juntos de maneira alguma e, costumeiramente, cada um jogava um dos tempos de uma partida.
Mesmo Valcareggi não se classificando para a Eurocopa 1972, onde seria eliminado nas quartas-de-final para a anfitriã Bélgica (na época, a fase final do torneio era apenas as partidas das semifinais e final), continuaria no comando, conseguindo a classificação para a Copa do Mundo de 1974. Durante os amistosos pré-Copa, conseguiria uma vitória sobre à Inglaterra, no Wembley. Porém, no torneio, a equipe italiana, mesmo tendo mantido a base da copa anterior, seria eliminada ainda na primeira fase e, Valcareggi demitido em seguida.

### Demissão e volta aos clubes
Após sua demissão, ficaria uma temporada afastado dos campos. Retornaria no comando do Verona, onde conseguiria um vice-campeonato da Copa da Itália em sua primeira temporada no clube. Ainda teria uma passagem rápida pela Roma antes de assumir o comando da Itália B, onde permaneceria durante os próximos cinco anos. Também teria mais uma rápida passagem pela Fiorentina antes de anunciar sua aposentadoria, aos 66 anos.

## Títulos
Seleção Italiana
- Eurocopa: 1968
- Copa do Mundo de 1970 - 2º Lugar